# 高铼酸铬
高铼酸铬是一种无机化合物，化学式为Cr(ReO4)3。其六水合物可由高铼酸和氢氧化铬反应，浓缩溶液，在氯化钙干燥器内干燥得到。六水合物受热分解，经五水合物和倍半水合物（1.5水）得到无水物。继续加热，它会分解为三氧化二铬、七氧化二铼、二氧化铼和金属铼。其热稳定性比相应的铁(III)盐差。